# Orlando (opera)
Orlando (HWV 31) è un'opera seria in tre atti di George Frideric Handel scritta per il King's Theatre di Londra nel 1733. il libretto in italiano fu adattato da L'Orlando di Carlo Sigismondo Capece, dall'Orlando Furioso di Ludovico Ariosto, che fu anche la fonte per le opere di Handel Alcina e Ariodante. Più un successo di critica che di pubblico alla prima esecuzione, Orlando è oggi considerato un capolavoro.

## Storia delle esecuzioni

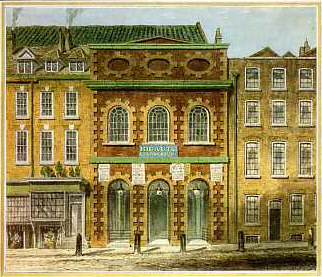
Il King's Theatre, Londra, dove fu eseguita la prima di Orlando

L'opera fu rappresentata per la prima volta al King's Theatre in Londra il 27 gennaio 1733. Ci furono altre dieci esecuzioni e non fu più riproposta. La prima produzione dopo la morte di Handel è stata data a Halle, luogo di nascita di Handel, nel 1922.
Nel 1959 ebbe la prima rappresentazione italiana al Teatro della Pergola di Firenze con Rosanna Carteri e Scipio Colombo.
Una produzione messa in scena dal Barber Institute of Fine Arts a Birmingham, Inghilterra nel 1966, diretta da Anthony Lewis, con Janet Baker nel ruolo principale, ha riportato l'opera a Londra per la prima volta in oltre due secoli con altre esecuzioni successive lo stesso anno al Teatro Sadler's Wells. 
La prima negli Stati Uniti dell'opera è stata presentata dalla Handel Society di New York (HSNY) in forma di concerto il 18 gennaio 1971 presso la Carnegie Hall con Rosalind Elias nel ruolo del protagonista. L'HSNY aveva fatto la prima registrazione dell'opera nel 1970 a Vienna, con un cast in gran parte diverso per la RCA Red Seal. Peter Sellars ha diretto la produzione della prima messa in scena del lavoro negli Stati Uniti presso l'American Repertory Theater il 19 dicembre 1981. Il contraltista Jeffrey Gall ha cantato il ruolo principale e Craig Smith ha diretto l'orchestra.
Come successe per tutte le opere serie barocche, Orlando continuò a non essere eseguito per molti anni, ma con il ravvivarsi fin dal 1960 dell'interesse per la musica Barocca e con la pratica delle esecuzioni di opere storiche, esso, insieme con la maggior parte delle opere di Händel, sta ottenendo allestimenti abbastanza regolari, sia nei festival e nei teatri d'opera. Orlando è stata eseguita a Londra in forma sintetica nel 1963 con Janet Baker nel ruolo principale.
Sono state eseguite registrazioni in studio dell'opera completa nel 1970, 1990, 1996, 2012 and 2013. 
L'opera è stata cantata al Teatro La Fenice di Venezia nel 1985 (sotto Charles Mackerras con Lella Cuberli, Marilyn Horne e Giorgio Surian), Aix-en-Provence, Parigi, Lione, Brooklyn nel 1994/5 (Christie), a Perth nel 2000, al Royal Opera House di Londra nel 2003 (Bicket) e 2007 (Mackerras, con Bejun Mehta come Orlando), a Glimmerglass nel 2003, a New York nel 2005 e 2011, Zurigo nel 2006 e 2007 (Christie), Tourcoing e Gottingen nel 2008, Bruxelles nel 2012, Bruges nel 2013, e Amsterdam (nell'allestimento di Bruxelles) nel 2014. Sono state fatte registrazioni video delle esecuzioni di cui sopra a Parigi, Zurigo (2007, realizzata con Arthaus), e Bruxelles.

## Ruoli
| Ruolo                        | Tipo voce          | Cast della prima, 27 gennaio 1733       |
| ---------------------------- | ------------------ | --------------------------------------- |
| Orlando, un cavaliere        | contralto castrato | Francesco Bernardi, chiamato "Senesino" |
| Angelica, Regina del Catai   | soprano            | Anna Maria Strada del Pò                |
| Medoro, un principe Africano | contralto          | Francesca Bertolli                      |
| Dorinda, una pastorella      | soprano            | Celeste Gismondi                        |
| Zoroastro, un mago           | basso              | Antonio Montagnana                      |

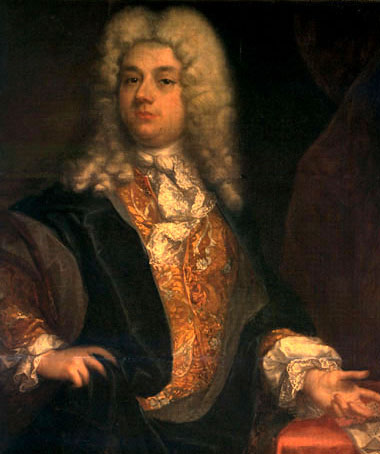
Senesino, che creò il ruolo di Orlando

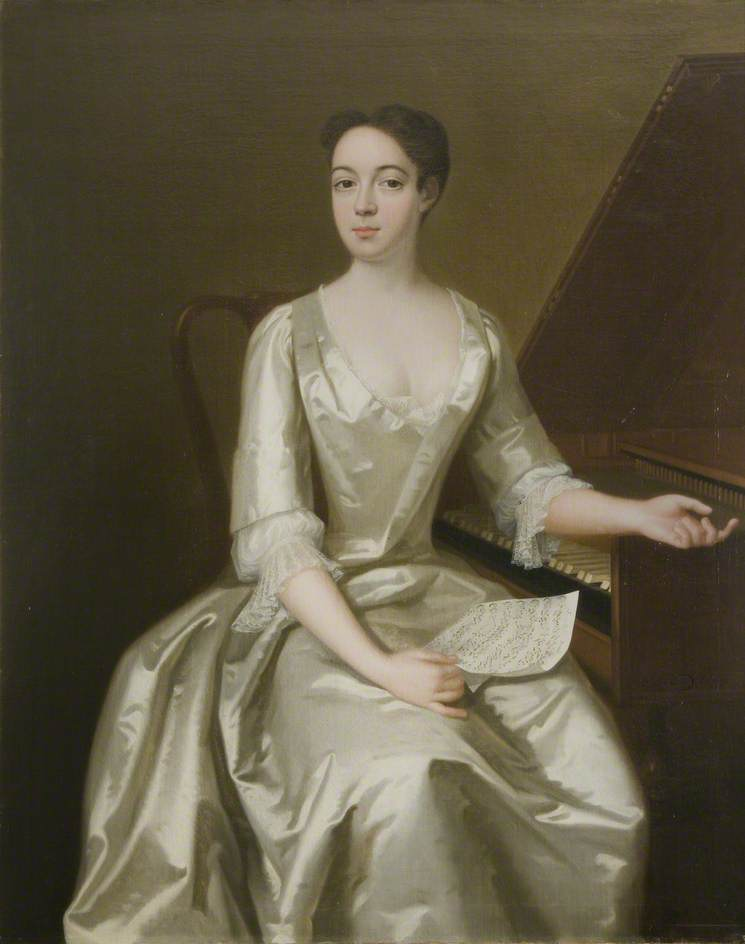
Anna Maria Strada, la prima Angelica (Johannes Verelst 1732)

Il ruolo di Orlando, originariamente scritto per Senesino, il grande contraltista castrato, è al giorno d'oggi generalmente eseguito da un contraltista o un mezzosoprano. Il ruolo di Medoro fu originariamente scritto per un contralto (o un mezzosoprano) e questa voce viene normalmente mantenuta nelle esecuzioni moderne. I personaggi di Dorinda ed Angelica erano eseguiti da soprani e Zoroastro da un basso.

## Trama
Orlando (Rolando), un grande soldato nel l'esercito di Carlo Magno, si innamora perdutamente della principessa pagana Angelica, che a sua volta è innamorata di un altro uomo, Medoro. Orlando non riesce ad accettarlo e questo lo porta alla pazzia. Gli viene impedito di causare una completa carneficina solo dal mago Zoroastro, che naturalmente riesce a farlo rinsavire, salvandolo dalla follia.

### Atto 1

#### Di notte, sulla sommità di una montagna
Lo stregone Zoroastro scruta nel firmamento il destino di Orlando e vede segni nelle stelle che il guerriero Orlando sarà ancora una volta capace di compiere atti di valore e riprendersi dalla sua insana gelosia per la principessa del Catai, Angelica. Il paladino, innamorato d'Angelica appare combattuto tra amore e dovere. Con un gesto della bacchetta magica, il mago evoca visioni inquietanti dei grandi eroi dell'antichità addormentati ai piedi di Cupido. Zoroastro sollecita Orlando a dimenticare Venere, la dea dell'amore, e ancora una volta seguire Marte, dio della guerra. (Aria:Lascia Amor). Orlando è in un primo momento umiliato dalle parole di Zoroastro, ma poi decide che l'amore e il dovere non devono necessariamente essere in conflitto, riflettendo che Ercole non fu derubato del suo stato di eroe per la sua relazione con la regina Onfale o Achille perché si era travestito da donna per un certo tempo (Aria:Non fu già men forte).

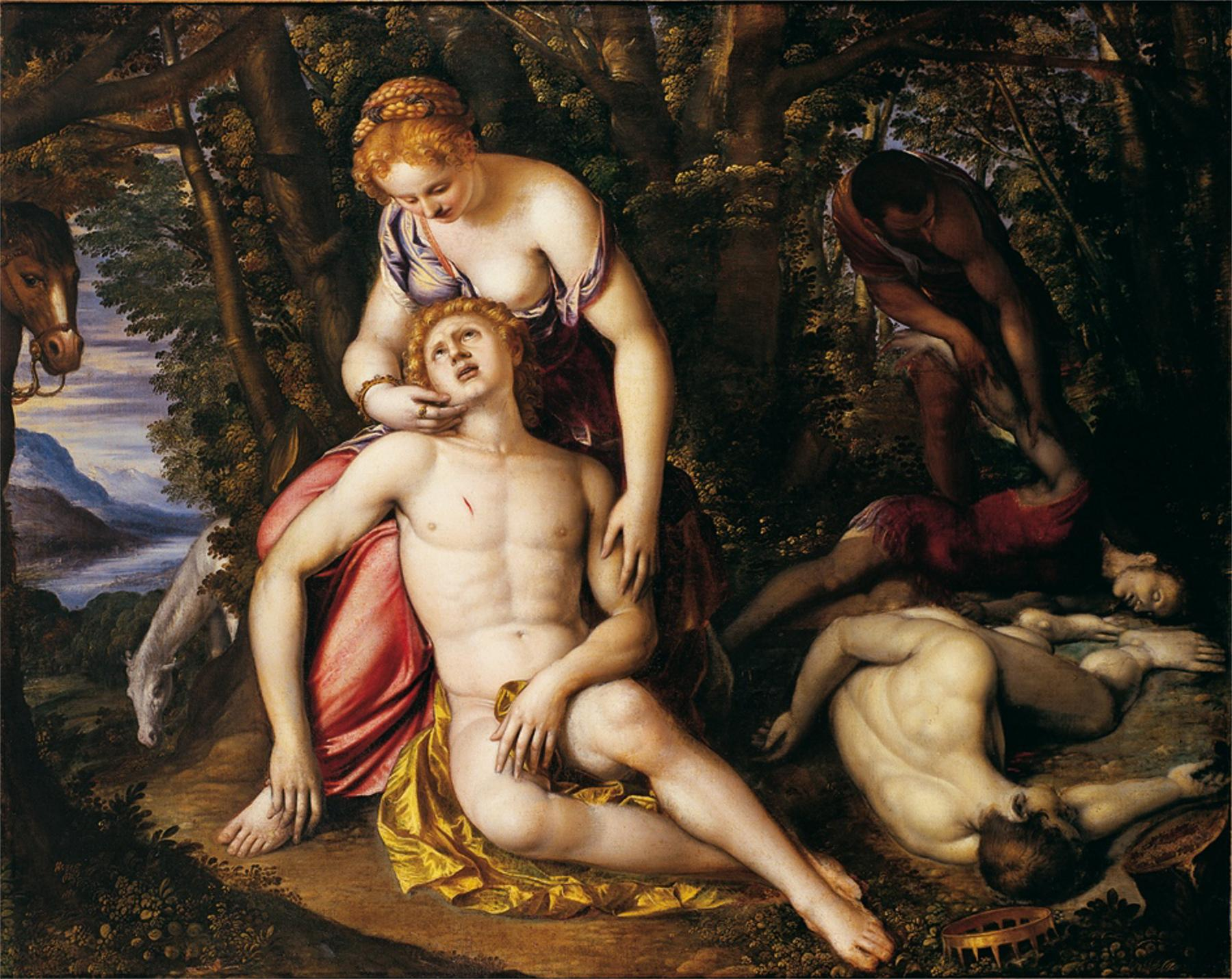
Simone Peterzano Angelica e Medoro

#### Un boschetto con capanne di pastori
La pastorella Dorinda riflette sulle bellezze della natura, che però non la riempiono di serenità come in passato; lei sente che questo potrebbe essere un segno che si sta innamorando. Orlando piomba in scena con una principessa, Isabella, che ha appena salvato dal pericolo e Dorinda pensa che anche lui possa essere innamorato. (Aria:Ho un certo rossore). Dorinda aveva dato protezione nella sua capanna alla principessa Angelica, quando Angelica aveva trovato il guerriero moresco Medoro ferito e vicino alla morte e si era perdutamente innamorata di lui e lo aveva portato a rifugiarsi con lei nella capanna della Pastorella. Dorinda è sconvolta dal fatto che Medoro e Angelica sono innamorati, perché lei stessa è innamorata di Medoro, ma Medoro dice a Dorinda che Angelica è una sua parente e l'assicura che non dimenticherà mai la sua gentilezza nei propri confronti (Aria:Se il cor mai ti dirà). Dorinda sa che Medoro non sta dicendo la verità, ma lo trova assolutamente affascinante in ogni caso (Aria: O care parolette).
Zoroastro dice ad Angelica di sapere che lei è innamorata di Medoro e l'avverte che la gelosia di Orlando, quando lo scoprirà, porterà a risultati imprevedibili e potenzialmente pericolosi. Quando Angelica incontra Orlando, lei finge di essere gelosa del suo salvataggio della principessa Isabella, dicendogli che non può aspettarsi che lei ami un uomo che non riesce ad esserle fedele (Aria: Se fedel vuoi ch'io ti creda). Orlando protesta che non avrebbe mai potuto amare nessun'altra a parte lei e si offre di fare qualsiasi cosa per dimostrarlo, persino combattere contro mostri feroci (Aria:Fammi combattere).
Appena Orlando parte entra in scena Medoro e le chiede con chi lei stesse parlando. Lei spiega che Orlando è un guerriero potente ed è infatuato di lei e raccomanda che loro due dovrebbero ritirarsi nel suo regno ad est per sfuggire alla sua ira. Dorinda è sconvolta nel vedere che si abbracciano, ma gli amanti le dicono di non essere troppo scoraggiata: un giorno anche lei troverà l'amore. Angelica regala a Dorinda un prezioso bracciale in segno di gratitudine per la sua ospitalità (Trio:Consolati o bella).

### Atto 2

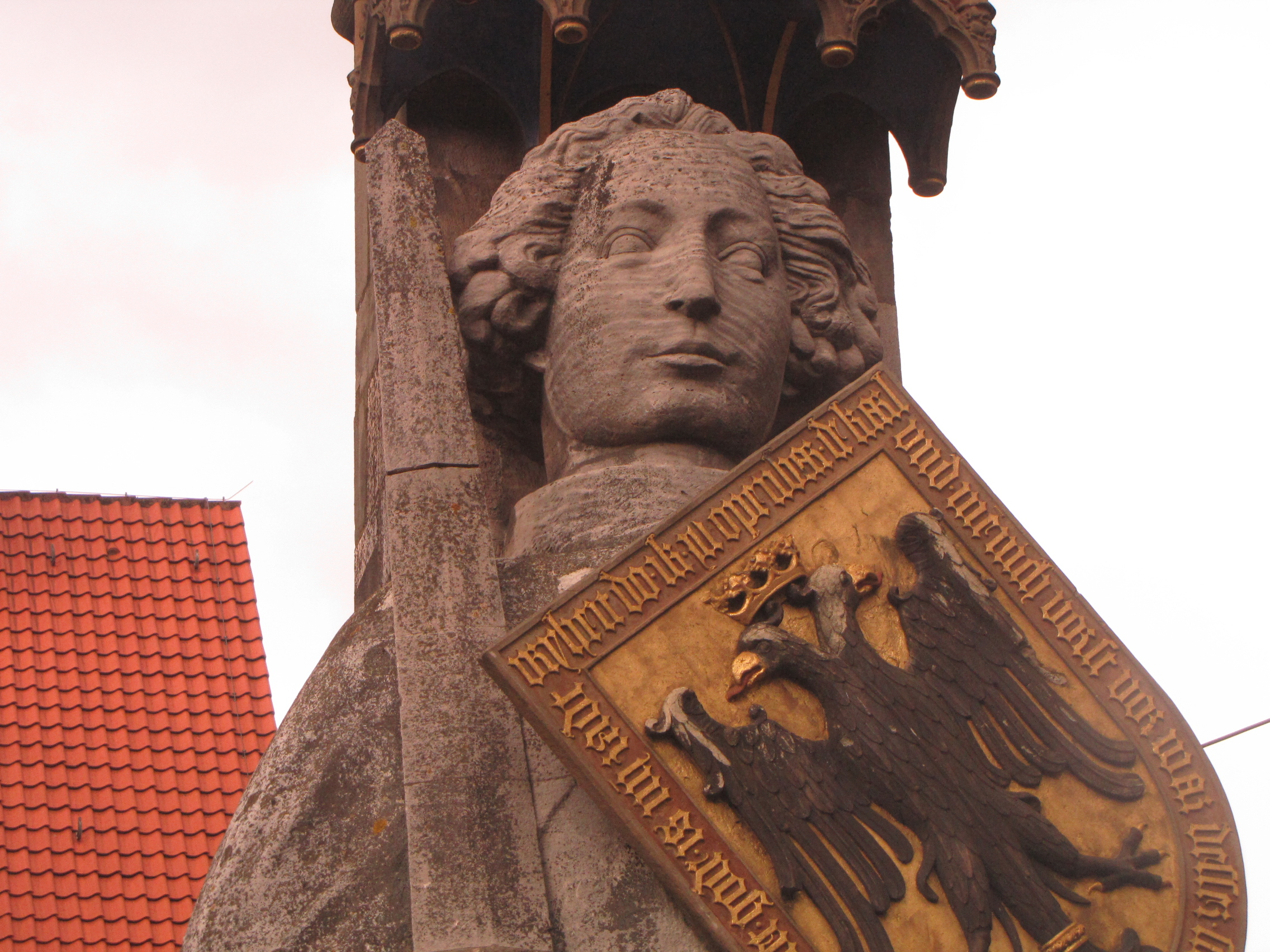
Statua di Orlando a Brema

#### Una foresta
Dorinda, inconsolabile per la perdita di Medoro, ascolta la canzone malinconica dell'usignolo e trova che il suo canto si accorda con il suo stato d'animo (Arioso:Quando spieghi tuoi tormenti). Orlando chiede di sapere il motivo per cui Dorinda ha detto a tutti che lui è innamorato di Isabella. Dorinda nega e dice che stava parlando non di lui, ma dell'amore di Medoro e Angelica. Gli mostra il bracciale che sostiene di aver ricevuto da Medoro e dice che vede il suo volto in ogni ruscello e fiore (Aria:Se mi rivolgo al prato). Orlando riconosce il bracciale come quello che lui aveva donato ad Angelica ed è furioso per il suo tradimento. Giura di uccidere lei, poi se stesso e di inseguirla fino all'Inferno (Aria:Cielo! se tu il consenti).

#### Da una parte un boschetto di alberi di alloro, dall'altra l'ingresso di una grotta
Zoroastro consiglia a Medoro e Angelica di fuggire l'ira di Orlando e promette di proteggerli nel loro viaggio, consigliando loro che dovrebbero sempre essere guidati dalla ragione (Aria:Tra caligini profonde). Angelica e Medoro sono rattristati di dover lasciare i boschi in cui si sono innamorati e Medoro scolpisce i loro nomi sugli alberi come ricordo (Aria:Verdi Allori). Angelica è grata a Orlando per averle salvato la vita una volta e si sente in colpa per aver mentito, ma si dice che arriverà a comprendere il suo amore per Medoro, essendo lui stesso innamorato (Aria:non potra dirmi ingrata). Si congeda tristemente dal bellissimo bosco dove si era innamorata (Aria:Verdi piante).
Orlando irrompe sulla scena e tenta di uccidere Angelica, che invano chiama Medoro per salvarla. Zoroastro invoca alcuni spiriti che scagliano via Angelica lontano su una nuvola. Orlando comincia a perdere la ragione: si immagina di essere morto e vede se stesso entrare nell'Ade. Ha una visione del suo odiato rivale fra le braccia di Proserpina, regina degli inferi, ma poi si accorge che Proserpina piange e prova pietà per lei (recitativo accompagnato:Ah Stigie larve!). Infuriandosi nuovamente, Orlando si precipita nella grotta, ma essa si apre dividendosi e rivela Zoroastro su un carro volante. Egli mette Orlando sul carro e lo trascina via.

### Atto 3

#### Un boschetto con delle palme

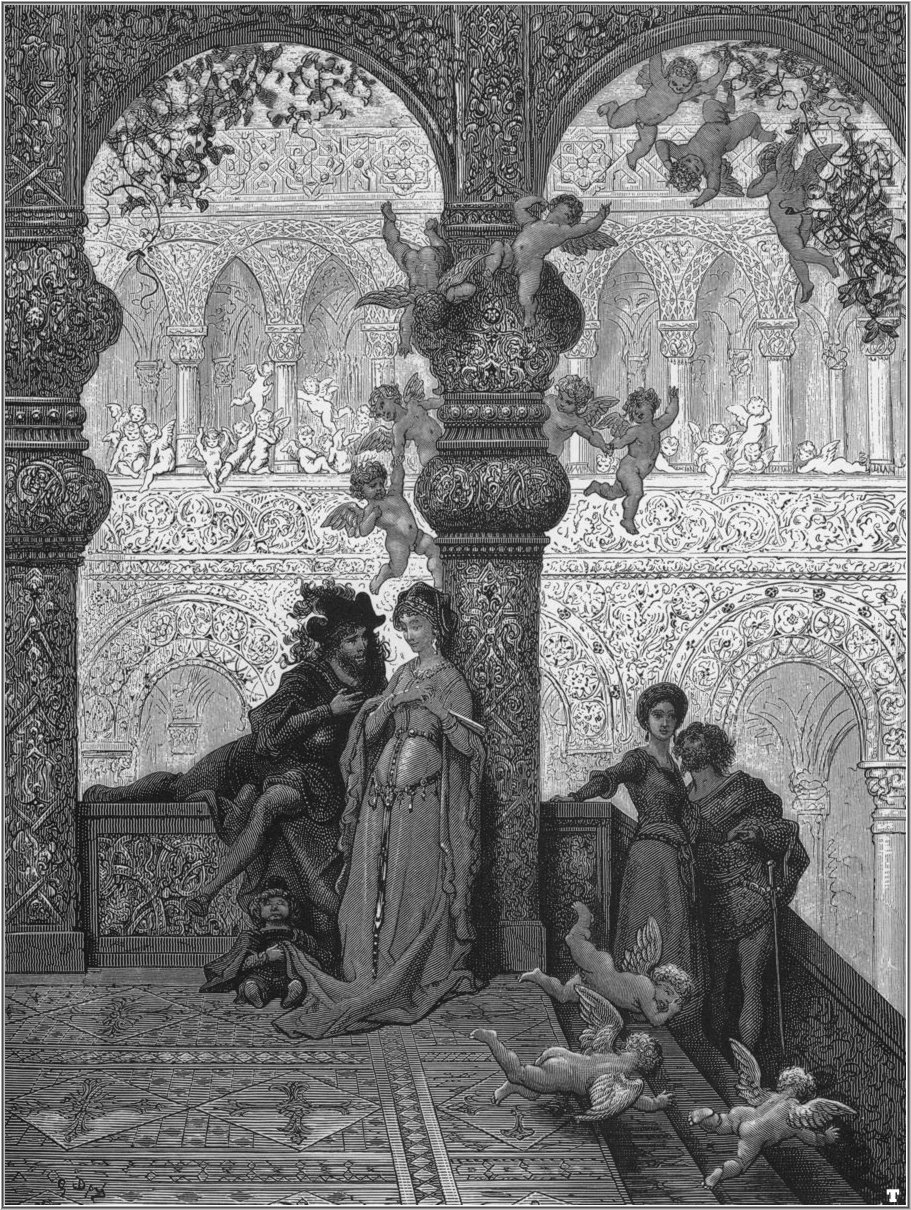

Medoro si era separato da Angelica nella confusione ed ora è tornato alla capanna di Dorinda per cercare rifugio una volta di più. Le dice che l'avrebbe amata, se avesse potuto, ma che non può donarle il suo cuore (Aria:Vorrei poterti amare). Dorinda descrive il turbine di passioni causate dall'amore (Aria:Amore è qual vento). Appare Orlando e, rivolgendosi a Dorinda come a Venere, dichiara il suo amore per lei. Dorinda può vedere che Orlando è ancora fuori di sé e questo è ancora più evidente quando lui la confonde con un nemico di sesso maschile con cui aveva combattuto in precedenza.
Zoroastro appare e ordina ai suoi spiriti guardiani di trasformare il boschetto in una grotta buia dove cercherà di riportare Orlando alla ragione. Sa che le tempeste alla fine si allontanano e la calma tornerà (Aria:Sorge infausta Una procella).
Angelica trova Dorinda che piange e lei spiega che Orlando nella sua follia ha bruciato completamente la sua casa, uccidendo così Medoro. Angelica è devastata e quando appare Orlando lo implora di uccidere anche lei (Duetto:Finché prendi ancora il sangue).
Orlando scaglia Angelica nella caverna e, immaginando che di aver liberato il mondo da tutti i suoi mostri, si sdraia per riposare. Zoroastro allora dice che è giunto il momento di guarire la mente di Orlando; un uccello magico scende con una fiala d'oro, il cui contenuto lo stregone spruzza sul viso addormentato di Orlando. Orlando si sveglia, riportato alla ragione, ma è inorridito di apprendere che ha ucciso sia Medoro che Angelica e implora la morte per se stesso. Zoroastro però aveva salvato sia Angelica che Medoro; Orlando è felice di vederli e augura loro una vita felice insieme. Dorinda dimentica il suo dolore e invita tutti a casa sua per festeggiare.

## Contesto ed analisi
Handel di origine tedesca, dopo aver trascorso un po' della sua carriera giovanile componendo opere e altri pezzi in Italia, si stabilì a Londra, dove nel 1711 aveva portato l'opera italiana per la prima volta con la sua opera Rinaldo. Un grande successo, Rinaldo provocò una mania a Londra per l'opera seria italiana, una forma concentrata prevalentemente sulle arie solistiche per le star, i virtuosi del bel canto. Nel 1719, Handel fu nominato Maestro di cappella di un'organizzazione chiamata Accademia Reale di musica (nulla a che vedere con il Conservatorio di Londra del giorno d'oggi), una società sotto il patronato della casa reale per la produzione di opere italiane a Londra. Handel non doveva solo comporre opere per la compagnia, ma assumere i cantanti più rinomati, supervisionare l'orchestra e i musicisti e adattare le opere provenienti dall'Italia per le esecuzioni di Londra.
L'Accademia Reale di musica fallì alla fine della stagione 1728-29, in parte a causa degli onorari altissimi pagati alle star del canto. Handel diventò socio di John James Heidegger, l'impresario teatrale che deteneva il contratto d'affitto sul King's Theatre in Haymarket, dove venivano rappresentate le opere e diede origine ad una nuova compagnia d'opera con una nuova prima donna, Anna Strada.
Handel decise di presentare una versione rivista di un precedente lavoro con un testo inglese, Esther, in forma di concerto, in aggiunta alla stagione d'opera 1732, con i cantanti che attualmente apparivano nelle opere italiane ma senza sceneggiatura né azione scenica. Il lavoro fu estremamente popolare e così fu inventata, quasi per caso, la forma dell'oratorio inglese. Sempre nel 1732 fu rivista e presentata, il primo masque in lingua inglese Acis and Galatea al King's Theatre, come una serenata lingua inglese e a marzo 1733 un nuovo oratorio inglese, Deborah, fu eseguita come parte della stagione di Händel al King's Theatre, con le stelle del canto lirico italiano che cantavano in inglese, e il compositore / impresario era così sicuro del successo del lavoro che raddoppiò il prezzo di ingresso per la prima rappresentazione, provocando nel comunicarlo un certo risentimento e commenti sgradevoli. Queste tre opere in lingua inglese, Esther, Acis e Galatea e Deborah, tutte contenevano ruoli chiave per il celebre castrato italiano castrato Senesino, una stella delle opere di Handel e una grande attrattiva per il pubblico di Londra dal 1720, ma per lui non era agevole cantare in inglese e anche se tutte e tre le opere sono state popolari tra il pubblico, la sua pronuncia dei testi in lingua inglese attirarono qualche commento e il ridicolo. Orlando, un'opera italiana di Handel con un ruolo da protagonista per Senesino, era originariamente prevista per la prima il 23 gennaio 1733, ma fu messo un annuncio dalla stampa di Londra che l'apertura era stata rinviata fino al 27, "poiché il principale interprete era indisposto".

Sul giornale conosciuto come il "Colman's Opera Register" dopo la prima di Orlando il cronista riportò:
Orlando Furioso una Nuova Opera, i Costumi e le Scene di Handel, Tutto Nuovo. Straordinariamente bello e magnifico – eseguito diverse volte fino a sabato.
(I nuovi costumi e le scene non venivano creati per ogni nuova messa in scena, come si usa oggi, ma venivano spesso presi dal magazzino).
Il politico e avvocato scozzese Sir John Clerk, anche musicologo e compositore egli stesso ha assistito a Orlando in tutte le rappresentazioni di undici spettacoli e ha scritto:
Non ho mai in vita mia sentito un migliore pezzo di musica né esecuzione migliore - il famoso Castrato Senesino ha cantato il ruolo principale, il resto erano tutti gli italiani che hanno cantato con molta buona grazia ed azione, tuttavia il pubblico era molto poco numeroso in modo che io credo che non abbiano guadagnato abbastanza per pagare i suonatori dell'orchestra. Sono stato sorpreso di vedere il numero di Maestri di strumenti, perché c'erano 2 clavicembali, 2 grandi violini bassi, ciascuno di 7 piedi circa di lunghezza almeno con le corde in proporzione che non potevano essere meno di ¼ di pollice di diametro, 4 violoncelli, 4 Fagotti, 2 Oboi, 1 Tiorba liuto e sopra 24 violini. Questi creavano un fracasso tremendo e spesso sovrastavano le voci. Un certo Signior Montagnania ha cantato da basso con una voce come un cannone. Non ricordo di aver mai udito nessuno come lui. Tra i violini erano 2 fratelli di nome Castrucci che suonavano con grande destrezza.

Clerk fa notare il "magro" pubblico, ma la Famiglia Reale assistette quasi ad ogni esecuzione; dopo uno spettacolo la regina ha subito un piccolo incidente, come riportato dalla stampa: 
 nella notte di Sabato scorso, mentre sua Maestà tornava dal Teatro dell'Opera di Hay-Market, il Capo di gabinetto ha avuto la sfortuna di scivolare, scendendo un gradino da Ozinda's Coffee-house nei pressi di St. James House, per cui è caduto e ha rotto gli occhiali; ma sua Maestà fortunatamente non ha subito alcun danno.

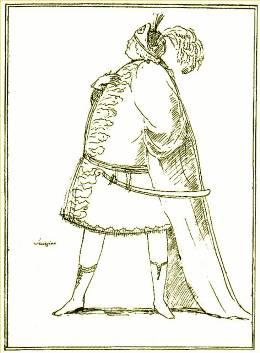
Caricature of Senesino

La stampa di Londra riportava una notizia sull'edizione del 2 giugno 1733: 
 Siamo informati da fonte sicura che un giorno della scorsa settimana il Mr. H-d-l, Direttore generale dell'Opera-House, ha inviato un messaggio al Signior Senesino, il famoso cantante italiano, per informarlo che non aveva più necessità del suo servizio; e che Senesino ha risposto il giorno dopo con una lettera contenente le sue dimissioni totali da ogni sua partecipazione all'Opera, dove si era esibito per molti anni con grandi applausi.
Non sarebbe una sorpresa se Orlando avesse contribuito alla rottura con Senesino. Le numerose caratteristiche insolite e innovative dell'opera avrebbero potuto rendere un cantante, che per 25 anni aveva goduto di grande fama sulla lirica, immerso nelle convenzioni dell'opera seria, confuso o addirittura insicuro. Nel complesso, ci furono solo tre arie "da capo" previste per lui, nessuna nell'ultimo atto; il suo unico duetto con il soprano principale è stato breve e formalmente un po' insolito; e a lui non è stato nemmeno permesso di partecipare all'ensamble più importante, il trio alla fine del primo atto. Anche se aveva nella grande "scena della pazzia" alla fine del secondo atto quasi dieci minuti con il palcoscenico tutto per sé, la musica gli ha offerto poche opportunità per abbellimenti vocali. Inoltre egli può qui e altrove nell'opera essere stato incerto se doveva recitare un ruolo serio ed eroico o un ruolo sottilmente comico e se quest'ultimo caso fosse vero, come cantante ed esecutore dell'opera veniva ridicolizzato.

Nel gennaio del 1733, prima che Handel avesse licenziato Senesino, ci furono già dei piani per fondare una seconda compagnia d'opera a Londra per rivaleggiare con Handel come John West, II° Conte De La Warr scrisse a Charles Lennox, II° Duca di Richmond:
 'C'è un certo spirito animatosi contro il dominio di Mr. Handel, un contratto portato avanti, direttori scelti, che hanno contrattato con Senesino, richieste inviate alla Cuzzoni e Farinelli...'.

La situazione fu aggravata dalla decisione di Handel di raddoppiare il prezzo dei biglietti per l'oratorio Deborah anche per coloro che avevano già pagato una sottoscrizione per tutta la stagione: 
'Handel ha pensato, incoraggiato dalla Principessa Reale, di meritare abbastanza per richiedere una ghinea, e la prima volta che fu eseguito a quel prezzo ... c'erano a malapena 120 persone all'Opera House. Gli abbonati, essendo rifiutati a meno che non avessero pagato una ghinea, essi, insistendo sul diritto dei loro biglietti d'argento, costretti nell'Opera House, sostennero la loro posizione' (lettera di Lady Irwin a Henry Howard, IV Conte di Carlisle il 31 marzo)
Tutto ciò aumentò l'ostilità contro la compagnia di Handel ed il suo pubblico cominciò a guardarsi attorno per trovare un modo alternativo di divertirsi. Il 15 giugno molti nobili lord si incontrarono con l'approvazione di Frederick, Prince of Wales, per costituire una nuova compagnia d'opera, la cosiddetta "Opera of the Nobility" in aperta opposizione ad Handel, con il favorito di Londra Senesino ancora in ruoli importanti ed altri cantanti famosi di Handel nella nuova compagnia.
Orlando mostra una flessibilità ed una diversità nelle sue forme musicali, allontanandosi dalla convenzione dell'opera seria di un'aria da capo dopo l'altra. Ci sono diverse arie più brevi senza ripetizione della sezione, nonché una delle scene più straordinarie dell'opera barocca, la scena della follia per il personaggio principale che termina il secondo atto, un mix di arioso ed arie, ritmi irregolari e un rondò che diventa sempre più maniacale come la mente del protagonista che se ne va in pezzi.
Per Winton Dean Orlando è un "capolavoro ... musicalmente il più ricco di tutte le sue opere", paragonabile sotto molti aspetti al Flauto magico.
L'opera è orchestrata per due flauti, due oboi, fagotto, due corni, archi e continuo (violoncello, liuto, clavicembalo).

## Numeri musicali
- Ouverture

### Atto 1
- 1 Accompagnato Gieroglifici eterni (Zoroastro)
- 2 Arioso Stimolato dalla gloria (Orlando)
- 3 Sinfonia
- 4 Aria Lascia Amor, e segui Marte (Zoroastro)
- 5 Accompagnato Imagini funeste (Orlando)
- 6 Aria Non fu già men forte Alcide (Orlando)
- 7 Accompagnato Quanto diletto avea (Dorinda)
- 8 Recitativo accompagnato Itene pur fremendo (Orlando)
- 9 Aria Ho un certo rossore (Dorinda)
- 10 Arioso Ritornava al suo bel viso - E il mio cor da me diviso (Angelica, Medoro)
- 11 Aria Chi possessore è del mio core (Angelica)
- 12 Aria Se 'l cor mai ti dirà (Medoro)
- 13 Aria O care parolette (Dorinda)
- 14 Aria Se fedel vuoi ch'io ti creda (Angelica)
- 15 Aria Fammi combattere (Orlando)
- 16 Terzetto Consolati, o bella (Medoro, Angelica, Dorinda)

### Atto 2
- 17 Arioso Quando spieghi i tuoi tormenti (Dorinda)
- 18 Aria Se mi rivolgo al prato (Dorinda)
- 19 Aria Cielo! Se tu il consenti (Orlando)
- 20 Aria Tra caligini profonde (Zoroastro)
- 21 Aria Verdi allori (Medoro)
- 22 Aria Non potrà dirmi ingrata (Angelica)
- 23 Aria Verdi piante (Angelica)
- 24 Accompagnato ("scena della pazzia") Ah! Stigie larve (Orlando)

### Atto 3
- 25 Sinfonia
- 26 Aria Vorrei poterti amar (Medoro)
- 27 Arioso e Recitativo Unisca amor in noi - Ed innestar tu vuoi (Orlando, Dorinda)
- 28 Aria Già lo stringo (Orlando)
- 29 Aria Così giusta è questa speme (Angelica)
- 30 Aria Amor è qual vento (Dorinda)
- 31 Accompagnato O voi, del mio poter ministri eletti (Zoroastro)
- 32 Aria Sorge infausta una procella (Zoroastro)
- 33 Duetto Finché prendi ancora (Angelica, Orlando)
- 34 Accompagnato Già per la man d'Orlando (Orlando)
- 35 Arioso Già l'ebro mio ciglio (Orlando)
- 36 Accompagnato Tu che del gran Tonante (Zoroastro)
- 37 Sinfonia
- 38 Arioso Per far, mia diletta (Orlando)
- 39 Accompagnato Vinse incanti (Orlando, Angelica, Dorinda, Meodro, Zoroastro)
- 40 Coro Trionfa oggi 'l mio cor (Angelica, Dorinda, Orlando, Medoro, Zoroastro)

## Registrazioni

### Registrazioni audio
| Anno | Cast: Orlando, Angelica, Medoro, Dorinda, Zoroastro                                | Direttore d'orchestra                         | Etichetta                        |
| ---- | ---------------------------------------------------------------------------------- | --------------------------------------------- | -------------------------------- |
| 1990 | James Bowman, Arleen Augér, Catherine Robbin, Emma Kirkby David Thomas             | Christopher Hogwood, Academy of Ancient Music | CD: L'Oiseau-Lyre, Cat:430 845-2 |
| 1996 | Patricia Bardon, Rosemary Joshua, Hilary Summers, Rosa Mannion, Harry van der Kamp | William Christie, Les Arts Florissants        | CD: Erato Cat:0630-14636-2       |
| 2012 | Owen Willetts, Karina Gauvin, Allyson McHardy, Amanda Forsythe, Nathan Berg        | Alexander Weimann, Pacific Baroque Orchestra  | CD: Atma Cat: ACD22678           |
| 2013 | Bejun Mehta, Sophie Karthäuser, Kristina Hammarström, Sunhae Im, Konstantin Wolff  | René Jacobs, B'Rock Orchestra                 | CD: DG Archiv Cat:4792199        |

### Registrazioni video
| Anno | Cast: Orlando, Angelica, Medoro, Dorinda, Zoroastro                                     | Direttore d'orchestra               | Direttore di scena | Etichetta                     |
| ---- | --------------------------------------------------------------------------------------- | ----------------------------------- | ------------------ | ----------------------------- |
| 2007 | Marijana Mijanovic, Martina Janková, Katharina Peetz, Christina Clark, Konstantin Wolff | William Christie - Opernhaus Zürich | Jens-Daniel Herzog | DVD: Arthaus Musik Cat:101309 |